# Cineworld (Mainfranken)
Das Cineworld Erlebniskino (ehemals IMAX) ist das erste Multiplex-Kino in Mainfranken mit über 2400 Sitzplätzen in acht Kinosälen.

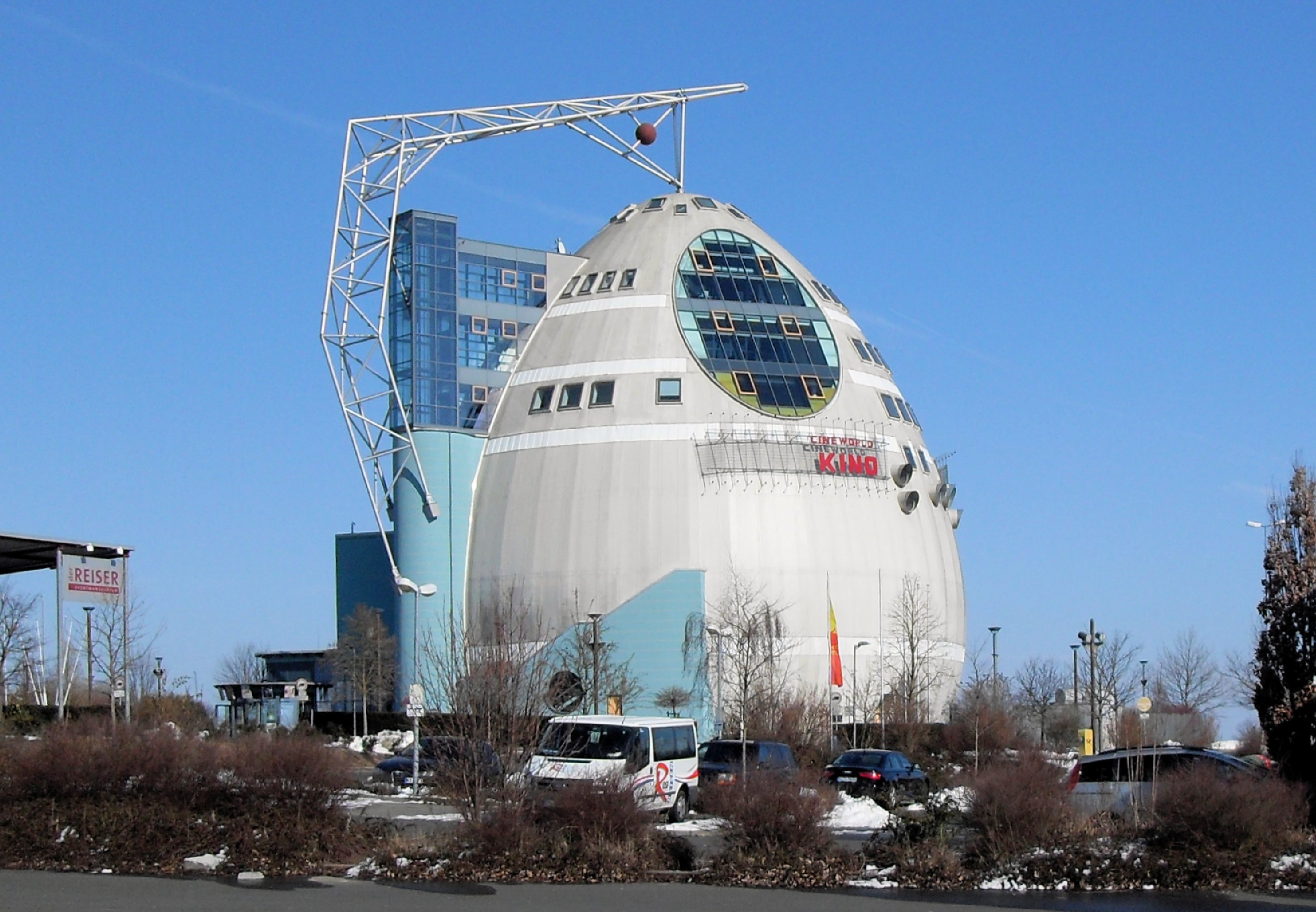
Cineworld-3D-Kino im Mainfrankenpark

## Geschichte
Eröffnet wurde das Cineworld 1999 von den Würzburger Kinobetreibern Lothar Michel und Rolf Schleußner († 2005) im Mainfrankenpark nahe dem Autobahnkreuz Biebelried. Das Kino liegt auf einer Fläche von 7000 m² und umfasst 2000 kostenlose Parkplätze, acht Kinosäle verschiedener Größe (143 bis 357 Sitzplätze) und ein Restaurant, das Oskars. Seit 2004 ist es Mitglied der Cineplex-Gruppe. Mit einer Besucherzahl von rund 950.000 pro Jahr hat es sich unter den Top-10-Kinos in Deutschland etablieren können.

## Kinosäle
- Kino 1: 146 Sitzplätze in 13 Reihen • Leinwand:   47 m² (10,50 × 4,50 m) • Tonsysteme: Dolby SR / SR-D / DTS
- Kino 2: 143 Sitzplätze in 13 Reihen • Leinwand:   47 m² (10,50 × 4,50 m) • Tonsysteme: Dolby SR / SR-D / DTS
- Kino 3: 325 Sitzplätze in 19 Reihen • Leinwand: 138 m² (18,00 × 7,70 m) • Tonsysteme: Dolby SR / SR-D / SR-D EX / DTS / SDDS
- Kino 4: 282 Sitzplätze in 16 Reihen • Leinwand:   79 m² (13,50 × 5,85 m) • Tonsysteme: Dolby SR / SR-D / SR-D EX / DTS
- Kino 5: 283 Sitzplätze in 16 Reihen • Leinwand:   79 m² (13,50 × 5,85 m) • Tonsysteme: Dolby SR / SR-D / SR-D EX / DTS
- Kino 6: 357 Sitzplätze in 19 Reihen • Leinwand: 138 m² (18,00 × 7,70 m) • Tonsysteme: Dolby SR / SR-D / SR-D EX / DTS / SDDS
- Kino 7: 163 Sitzplätze in 13 Reihen • Leinwand:   47 m² (10,50 × 4,50 m) • Tonsysteme: Dolby SR / SR-D / DTS
- Kino 8: 207 Sitzplätze in 12 Reihen • Leinwand:   81 m² (13,80 × 5,85 m) • Tonsysteme: Dolby SR / SR-D / DTS
- Open-Air: 180 Sitzplätze in 10 Reihen • Leinwand: 47 m² (10,50 × 4,50 m) • Tonsysteme: Dolby SR / SR-D

Alle Kinosäle haben arenenförmig steil ansteigende Sitzreihen, Komfortsessel und „Love-Seats“. In Saal 3 stehen zusätzlich D-Box-Sitze, in den Sälen 3, 4, 5, 6 und 8 Premium-Plus-Sitze mit Fußstützen, sowie in den Sälen 3 und 6 Sofas zur Verfügung. Getränkehalter an jedem Sessel. Außerdem sind alle Säle (ausgenommen Saal 2) rollstuhlgerecht ausgestattet, Saal 3 ist zusätzlich mit Induktionsschleifen für Hörgeschädigte bestückt.

## Kinotechnik

### Ton
- Die Kinosäle sind mit dem analogen Dolby und Dolby SR und den Digitalsystemen Dolby SRD, Dolby SRD-EX, DTS und SDDS mit 6 bzw. 8 getrennten Sound-Kanälen
- Die Ausgangsleistung liegt zwischen 6.000 und 15.000 Watt
- Alle Säle sind nach THX-Standard ausgelegt, die Säle 3, 4, 5, 6 sind lizenziert

### Bild
- Im Cineworld Mainfranken können alle gängigen 35-mm-Filmformate (Normal 1:1.66, Breitwand 1:1.85 und Cinemascope 1:2.35) gezeigt werden.
- Die Projektoren sind mit Xenon-Hochleistungslampen mit einer Leistung zwischen 2.000 und 4.000 Watt für gestochen scharfe Bildwiedergabe ausgestattet.
- Die Kinosälen 3 und 6 und das Foyer sind mit einer hochmodernen Lasershowanlage ausgestattet.
- Seit September 2005 ist das Kino 6 zusätzlich mit einem Digital-Cinema-Projektor ausgestattet.

## Veranstaltungen
Neben dem normalen Kinoprogramm bietet das Cineworld Mainfranken Sonderprogramme an:
- Sneak-Preview: Immer mittwochs wird ein Überraschungsfilm noch vor dem Bundesstart gezeigt
- Fremdsprachenkino: Aktuelle Filme in englischer Originalfassung im täglichen Programm
- Matinee: Immer sonntags Frühstück und Kino
- Kino et Vino: Frankenwein und Filme
- Open-Air-Kino: In den Sommermonaten (Juni bis Anfang September) im Freiluftkino auf der Dachterrasse
- Familiennachmittag: Jeden Sonntag mit Sonderaktionen für Kinder (Malen, Schminken etc.)
- Cinevent: Kongressveranstaltungen